# The Cranberries
The Cranberries (AFI: [ðə ˈkrænb(ə)riz]) sono stati un gruppo rock irlandese, annoverati fra gli artisti musicali di maggior successo degli anni novanta. Si stima che la band abbia venduto attorno ai 50 milioni di album nel mondo.
Diventati famosi a livello internazionale con il loro album di debutto Everybody Else Is Doing It, So Why Can't We? (1993), che divenne un successo commerciale, raggiunsero la top 20 degli album nella classifica statunitense Billboard 200 con il disco citato e con i successivi album No Need to Argue (1994), To the Faithful Departed (1996) e Bury the Hatchet (1999). Il loro quinto album in studio, Wake Up and Smell the Coffee, fu pubblicato nell'ottobre 2001. Dopo la pubblicazione della raccolta Stars: The Best of 1992-2002, nel 2003 il gruppo annunciò una pausa a tempo indeterminato.
Alla fine del 2009, dopo la pausa durata sei anni, i Cranberries si riunirono e iniziarono un tour in Nord America, seguito da spettacoli in America Latina ed Europa. La band registrò il sesto album Roses nel maggio 2011 e lo pubblicò nel febbraio 2012. Il settimo LP, Something Else, un album che copriva molte delle canzoni più popolari della band insieme a nuovi accompagnamenti orchestrali e a tre inediti, fu pubblicato nell'aprile 2017.
Il 15 gennaio 2018 la cantante Dolores O'Riordan fu trovata morta in una stanza d'albergo a Londra. In seguito al tragico evento, i restanti componenti annunciarono l'interruzione definitiva delle attività nel settembre 2018, subito dopo la pubblicazione del loro ultimo album di inediti In the End, uscito nell'aprile 2019.

## Storia del gruppo

### Gli inizi

Dolores O'Riordan durante una apparizione nel programma Roxy Bar nel 1995

Noel e Mike Hogan, due fratelli di Limerick, formarono il gruppo con il batterista Fergal Patrick Lawler e il cantante Niall Quinn nel 1989. Il nome originale era "The Cranberry-Saw-Us", un gioco di parole derivato da un alimento, la cranberry sauce. L'anno seguente Quinn lasciò il gruppo, segnalando un'amica della sua ragazza che avrebbe potuto sostituirlo: Dolores O'Riordan. La sua audizione impressionò favorevolmente i tre musicisti e O'Riordan divenne la nuova cantante. Il gruppo cambiò poco dopo il suo nome nel più semplice "The Cranberries".
A qualche concerto in piccoli locali seguì la registrazione di una demo intitolata Nothing Left at All, che vendette bene localmente e permise loro di firmare un contratto con la major Island Records. Il loro primo pezzo, Uncertain, contenuto nell'omonimo EP, fu un insuccesso, così come passò inizialmente inosservato il primo album Everybody Else Is Doing It, So Why Can't We? con i singoli Dreams e Linger.

### Il successo negli anni Novanta
Il grande successo arrivò nel 1993 in seguito a un tour negli Stati Uniti come sostenitore dei Suede. Singoli e album entrarono nelle top ten delle classifiche di vendita d'oltreoceano e solo in seguito furono rivalutati dal pubblico europeo.
Durante il tour nacquero i pezzi del successivo No Need to Argue, pubblicato nel 1994, a tutt'oggi il più grande successo di critica e di vendite del gruppo con oltre 17 milioni di copie vendute. L'album contiene Zombie, la canzone più famosa del gruppo, sul conflitto in Irlanda del Nord, che fu premiata agli MTV Europe Music Awards nel 1995 come migliore canzone dell'anno. Dal disco furono estratti anche i singoli Ode to My Family, I Can't Be with You e Ridiculous Thoughts, accolti con più parsimonia. Parteciparono al festival di Woodstock nel 1994 cantando Dreams, Linger e Zombie. Dopo un tour mondiale, che incluse una partecipazione a MTV Unplugged, il gruppo ritornò in studio per il successivo album To the Faithful Departed, che fu pubblicato nell'aprile 1996, anno in cui il gruppo fu ospite per la prima volta a Sanremo.

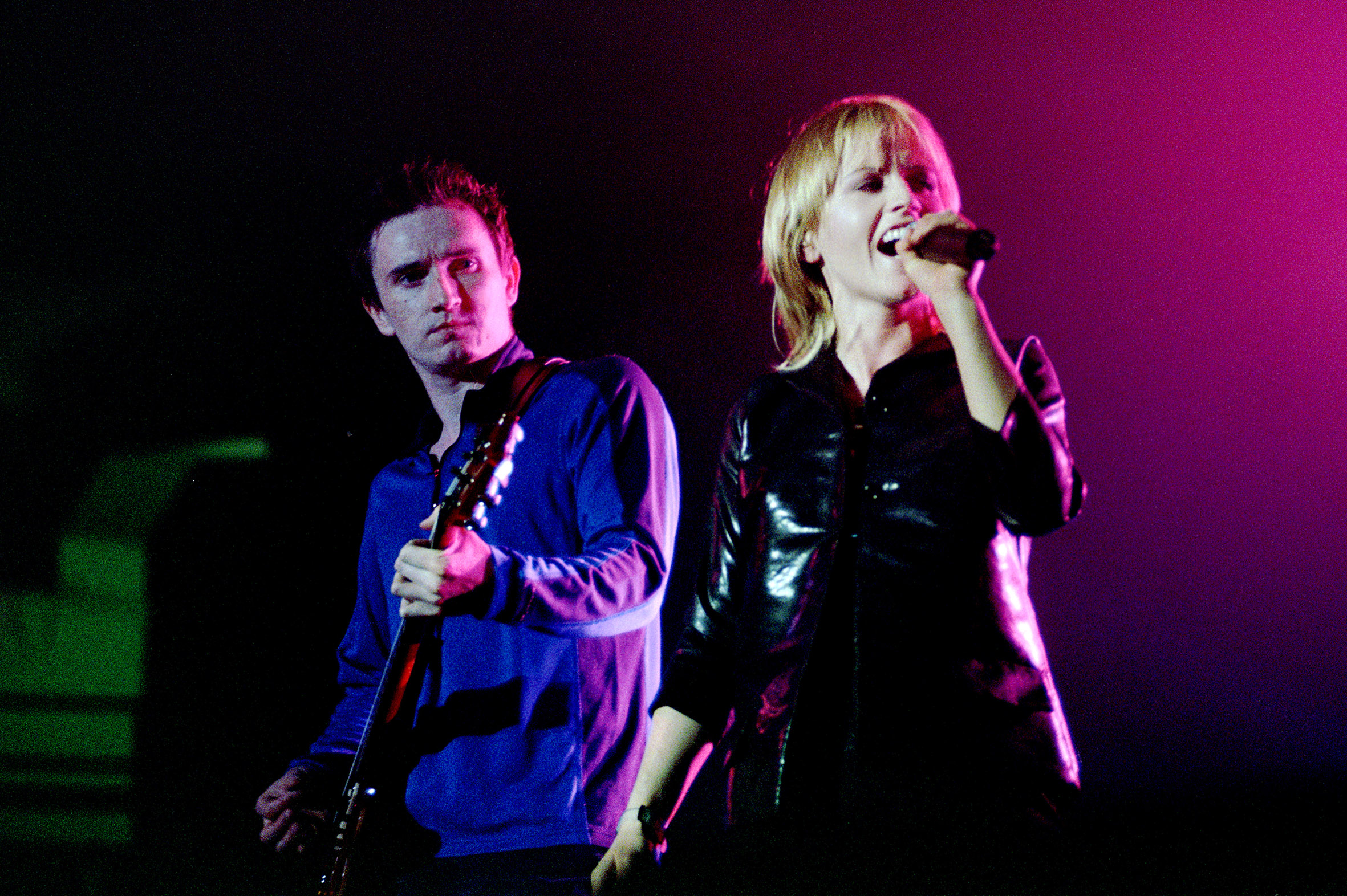
I Cranberries si esibiscono a Milano nel 1999

Lo stress dovuto alla pressione crescente da parte di discografici e fan si tradusse in un disco più cupo e tormentato dei precedenti, complice anche il cambio di produttore, da Stephen Street a Bruce Fairbairn. Le tensioni accumulate esplosero durante il tour successivo, che fu sospeso più volte, prima di essere definitivamente interrotto a causa delle precarie condizioni di salute della O'Riordan.
Dopo un lungo periodo di pausa, i Cranberries si ripresentarono sulle scene nel corso della cerimonia per la consegna dei premi Nobel a Stoccolma nel dicembre 1998, suonando anche Promises, che sarebbe divenuto il primo singolo di Bury the Hatchet, quarto progetto discografico del gruppo. L'album vede i Cranberries orientati più verso orizzonti pop e alternative, distaccandosi dunque sempre più dal genere dei due album di esordio. Il successo del disco, trainato dai singoli Promises, Animal Instinct e Just My Imagination, non fu pari a quello dei precedenti, soprattutto nel Regno Unito e negli Stati Uniti, ma incoraggiò comunque il gruppo a proseguire con il successivo Wake Up and Smell the Coffee, pubblicato nel 2001, che conteneva il singolo Analyse, giunto in quarta posizione nella classifica italiana dei singoli.

### La pausa e i percorsi solisti
La band fu ospite nel corso della finale di Sanremo 2002, eseguendo il brano Analyse. Sempre nel 2002 il gruppo commemorò il successo dei precedenti anni con la raccolta Stars - The Best of 1992-2002, che includeva il brano omonimo, uscito come singolo per la promozione dell'album, e tenne un tour europeo nell'autunno del 2002. Tuttavia, per vari motivi, fra cui le frequenti dichiarazioni di O'Riordan sulla sua esigenza di sperimentare nuovi percorsi musicali, la band interruppe la propria attività nel 2003.
Voci di un possibile scioglimento della band erano infatti cresciute negli anni, e dopo la pubblicazione della raccolta e gli ultimi concerti come supporto dei Rolling Stones nell'estate successiva, divenne ufficiale la decisione del gruppo di prendersi un periodo di pausa per dedicarsi ad altri progetti. O'Riordan intraprese la carriera solista con un album uscito nel maggio 2007, Are You Listening?, e col secondo album No Baggage, uscito nell'agosto 2009. Noel realizzò l'album Mono Band, uscito nel 2005, frutto di collaborazioni con altri artisti.

### Il ritorno
Nell'agosto 2009, con un comunicato ufficiale sui siti internet di Dolores O'Riordan e dei Cranberries, la band annunciò il suo ritorno con un nuovo tour, il Reunion Tour, tra la fine del 2009 e l'inizio del 2010. Nel febbraio 2011 cominciò la registrazione del nuovo album Roses nei Metalworks Studios di Toronto. Il 23 novembre 2011 fu estratto il primo singolo Tomorrow, che raggiunse la quinta posizione nella classifica airplay italiana. L'album uscì il 27 febbraio 2012 in tutto il mondo e il 21 in Italia.

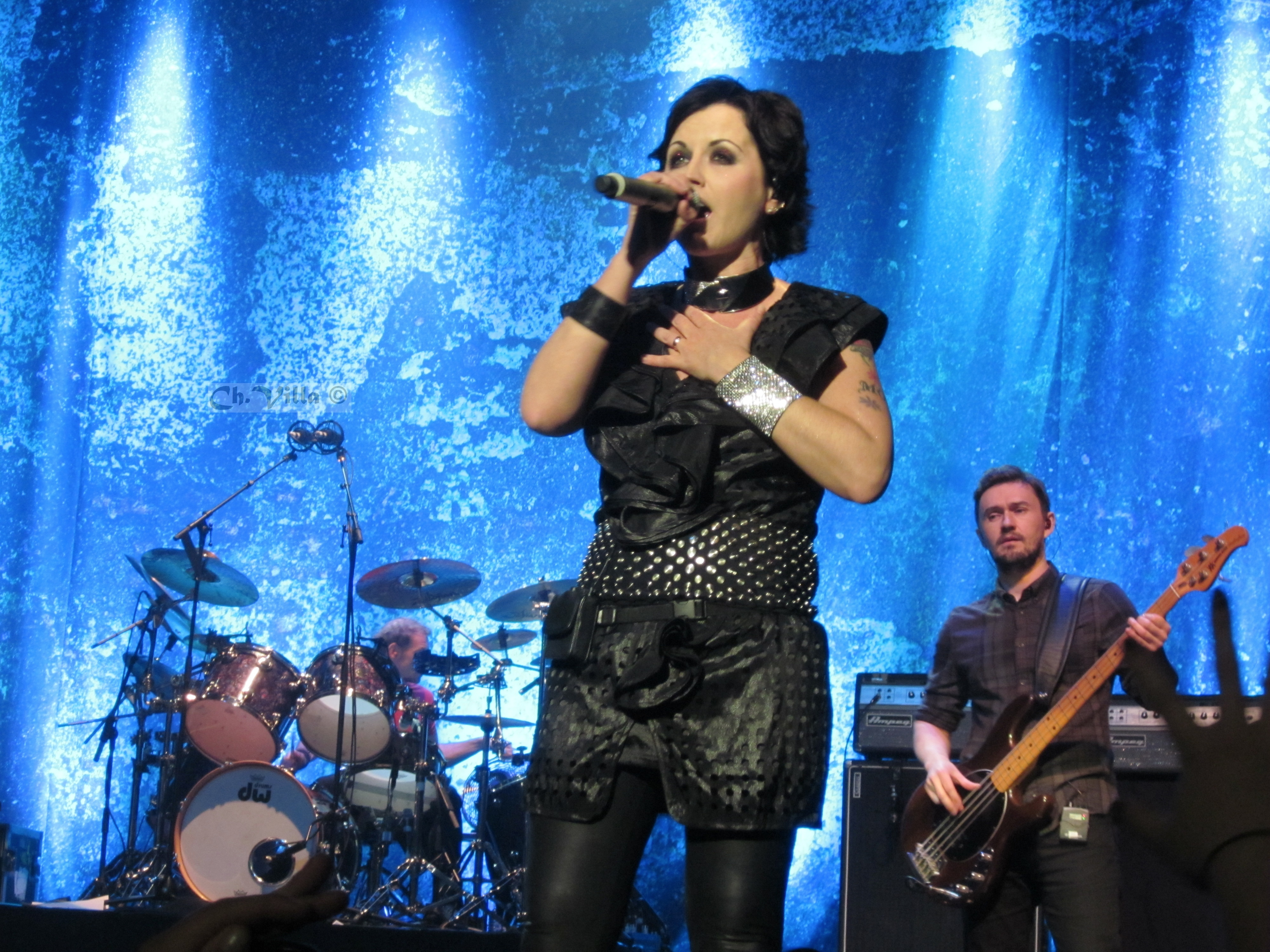
I The Cranberries si ricompongono nel 2012, da sinistra a destra: Fergal Lawler, Dolores O'Riordan e Mike Hogan.

Il 18 febbraio 2012 furono tra gli ospiti speciali alla finale di Sanremo 2012. Il 15 marzo 2012, dopo la promozione negli Stati Uniti e in Europa in radio e televisione, partì il Roses Tour da Auckland in Nuova Zelanda. La prima parte del tour toccò Nuova Zelanda, Australia, Asia e Stati Uniti fino al maggio 2012, nonostante fin dalle prime date si siano verificati continui rinvii e cancellazioni, anche improvvisi, dei quali non fu data spiegazione.
Il 2 giugno 2012 un comunicato ufficiale della Cooking Vinyl rese noto che il tour estivo europeo del gruppo, che sarebbe dovuto partire da Londra il 18 giugno, era stato rinviato all'autunno. Alcune date relative a festival estivi erano state definitivamente cancellate. La cantante Dolores O'Riordan così espresse le sue scuse: «Per motivi personali che preferisco mantenere privati, non mi è possibile in questo momento partire per questo tour estivo. Mi dispiace per tutti i fan che aspettavano i concerti e prometto che i Cranberries torneranno al loro meglio il prossimo autunno».
Il tour partirà effettivamente nell'autunno di quell'anno con tre concerti in Italia: a Roma, Milano e Padova.
Il gruppo sarà in tour anche nell'estate del 2016 con alcune partecipazioni a festival europei. Il 28 aprile 2017 è stato pubblicato su etichetta BMG un nuovo album dal titolo Something Else, contenente brani classici della band arrangiati con la 'Irish Chamber Orchestra' oltre a tre inediti: The Glory, Rupture e Why.

### La morte di Dolores O'Riordan e lo scioglimento definitivo
Nel corso dell'anno 2017 era prevista una serie di 52 concerti, tra Europa e America del Nord. Alcuni di essi, tuttavia, sono stati annullati a causa di problemi di salute di Dolores O'Riordan. Il 15 gennaio 2018 la cantante muore improvvisamente, portando il gruppo a cancellare le tappe residue del tour.
Nell'ottobre 2018 viene pubblicata la riedizione dell'album Everybody Else Is Doing It, So Why Can't We? contenente l'inedito Íosa.
Il 15 gennaio 2019, in occasione del primo anniversario della morte di Dolores O'Riordan viene pubblicato il singolo All over Now, di cui il 6 marzo viene pubblicato il video ufficiale, che anticipa l'ultimo album della band In the End, pubblicato il 26 aprile 2019. Il disco viene anche nominato ai Grammy Awards 2020 nella categoria "Miglior album rock" che si sono svolti il 26 gennaio 2020 a Los Angeles. Dopo l'uscita di In the End, la band si scioglie definitivamente.

### Pubblicazioni successive
Il 13 novembre 2020 viene pubblicata la riedizione del leggendario No Need to Argue.
Il 6 settembre 2021, in occasione del cinquantesimo compleanno di O'Riordan, la band pubblica un'ulteriore raccolta in sua memoria, Remembering Dolores, una compilation di brani selezionati dalla discografia dei Cranberries, uscita per la Universal dapprima in formato digitale e successivamente su LP, con alcune nuove aggiunte.
Nell'autunno del 2023 viene pubblicata la 25th Anniversary Edition del disco To the Faithful Departed, un'edizione deluxe che offre anche demo, inediti e dodici brani dal vivo registrati durante il Free to Decide World Tour del 1996.
Il 25 marzo 2024 esce Wrapped Around Your Finger, un EP che contiene sei brani della discografia del gruppo.

## Stile musicale e influenze
I musicisti dei Cranberries hanno citato diversi gruppi inglesi come influenze come The Cure, Joy Division, Siouxsie and the Banshees, Echo & the Bunnymen, The Clash, e The Smiths, oltre agli irlandesi U2; O'Riordan ha anche menzionato Sinéad O'Connor e Siouxsie Sioux come riferimenti.

## Formazione

### Ultima
- Dolores O'Riordan – voce, chitarra, tastiera (1990-2003, 2009-2018)
- Noel Hogan – chitarra, cori (1989-2003, 2009-2019)
- Mike Hogan – basso (1989-2003, 2009-2019)
- Fergal Lawler – batteria, percussioni (1989-2003, 2009-2019)

### Ex componenti
- Niall Quinn – voce, chitarra (1989-1990)

## Discografia

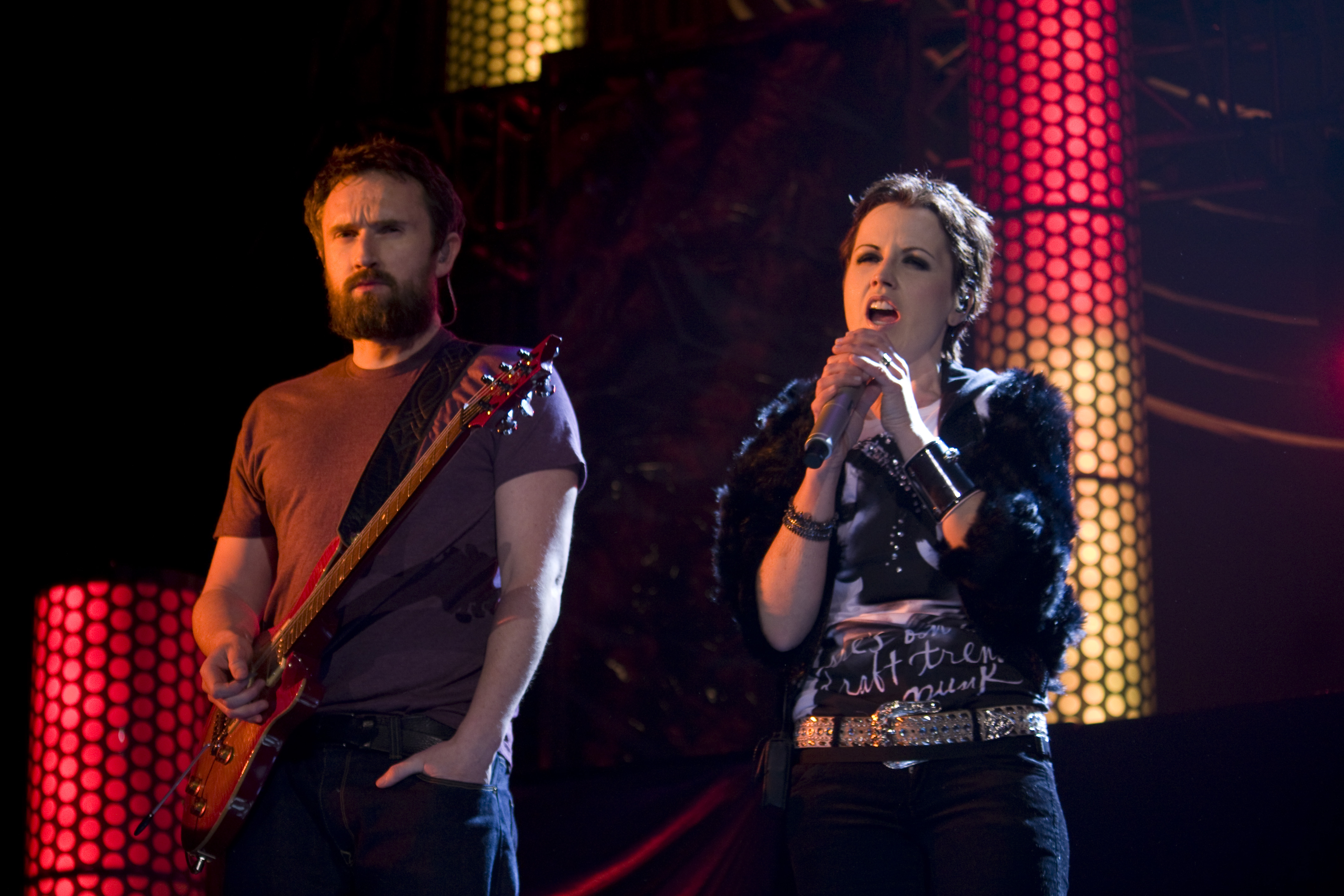
I Cranberries a Barcellona nel 2010

### Album studio
- 1993 – Everybody Else Is Doing It, So Why Can't We?
- 1994 – No Need to Argue
- 1996 – To the Faithful Departed
- 1999 – Bury the Hatchet
- 2001 – Wake Up and Smell the Coffee
- 2012 – Roses
- 2017 – Something Else
- 2019 – In the End

### Album dal vivo
- 2009 – Bualadh Bos
- 2011 – Live 2010
- 2013 – London 2012: Live at The Hammersmith Apollo

### Raccolte
- 2002 – 	Treasure Box – The Complete Sessions 1991–1999
- 2002 – Stars - The Best of 1992-2002
- 2005 – The Best of: The Cranberries: 20th Century Masters: Millennium Collection
- 2008 – Gold
- 2010 – Icon: The Cranberries
- 2013 – Dreams: The Collection
- 2021 – Remembering Dolores